# Fritz von Friedl (Kameramann)
Friedrich „Fritz“ von Friedl (* 8. April 1901 in Pisek, Böhmen, Österreich-Ungarn; † 3. Dezember 1971 in Wien, Österreich; geboren als Friedrich Waldemar Wilhelm Friedl, Ritter von Liebentreu) war ein österreichischer Kameramann.

## Leben und Wirken
Der Sohn eines in der k.u.k.-Provinz Böhmen stationierten Obersten wuchs unter anderem in Prag, Teplitz-Schönau und (seit Juni 1912) in Wien auf. Noch im August 1918, wenige Wochen vor dem Zusammenbruch der Doppelmonarchie, wurde Fritz von Friedl eingezogen. Von 1920 bis 1924 arbeitete er beim Wiener Bankverein, wurde aber im Dezember 1924 infolge der Weltwirtschaftskrise aus dem Dienst entlassen.
1925 wechselte Fritz von Friedl hinter die Kamera und erlernte die Grundkenntnisse der Fotografie im Wiener Photoatelier Willinger, ab März 1926 auch in Berlin. In der deutschen Hauptstadt knüpfte Friedl schließlich Kontakt zur Filmbranche und arbeitete in den kommenden sechs Jahren als Assistent der Kameraleute Willy Goldberger, Giovanni Vitrotti, Akos Farkas und Franz Weihmayr. 1932 begann Friedl seine Tätigkeit als einfacher Kameramann und fotografierte die Filme Das Vermächtnis des Cornelius Gulden, Der Rebell, SOS Eisberg, Die Finanzen des Großherzogs, Der ewige Traum, Mein Herz ruft nach Dir, Der Springer von Pontresina, Stjenka Rasin, Sein bester Freund und Narren im Schnee. Zwischendurch ließ man ihn aber auch Kinospielfilme als Chefkameramann fotografieren, darunter drei Inszenierungen Harry Piels. In dieser leitenden Funktion fertigte Friedl jedoch zumeist kurze Dokumentarfilme an. Zeitgleich, 1936, verpflichtete Leni Riefenstahl den Österreicher für mehrere Szenen ihres Olympia-Zweiteilers. Während des Krieges fotografierte Friedl fast ausschließlich propagandistische Auftragsarbeiten für die Wehrmacht.
Im Winter 1946/47 nahm Friedl im britischen Sektor des besetzten Nachkriegsösterreich seine Filmarbeit wieder auf, zunächst als Kameramann für die Wochenschau Welt im Film. Seit Juli 1947 arbeitete Friedl erneut als Dokumentarfilmkameramann. Ab Mitte der 50er Jahre wurde er für zahlreiche Werbe- und Industriefilme verpflichtet. Für den Kinospielfilm war er nur noch äußerst selten aktiv und zumeist in untergeordneter Funktion. So fertigte er beispielsweise 1953 die Rückpro-Aufnahmen zu Die Perle von Tokay und im darauf folgenden Jahr die Nachtaufnahmen zu dem Reisespielfilm Pepi Columbus an. 1955 hatte er die zweite Kamera bei dem Spielfilm Um Thron und Liebe. 1963 erhielt Friedl einen Lehrauftrag für Bildtechnik an Wiens Akademie für Musik und darstellende Kunst, 1966 war er vier Wochen lang als Lehrbeauftragter für Schmalfilmtechnik an der Mödlinger Zentralschule tätig.
Fritz von Friedls Kinder Loni von Friedl und Fritz von Friedl arbeiten ebenso als Schauspieler wie sein Enkel Christoph von Friedl.

## Filmografie
Kurze Dokumentar-, Lehr- oder Industriefilme, wenn nicht anders angegeben
| - 1932: Ein Spaziergang mit Robert Stolz durch Wien - 1933: Gardasee - 1933: Neapel - 1933: Impressionen von Sevilla - 1933: Herrliches Granada - 1933: Spanische Symphonie - 1934: Das verbotene Territorium - 1934: Der Dämon des Himalaya (abendfüllender Spielfilm) - 1935: Walzer über Wolken - 1935: Durstendes Land - 1935: Im Land der Rätoromanen - 1935: Tessiner Herbstlied - 1936: 90 Minuten Aufenthalt (abendfüllender Spielfilm) - 1936: Bergrettung des Roten Kreuzes - 1936: Das letzte Boot im Herbst - 1936/38: Olympia (2 Teile, abendfüllender Dokumentarfilm) - 1937: Quellendes Leben (abendfüllender Dokumentarfilm) - 1937: Großglockner Hochalpenstraße - 1938: Der unmögliche Herr Pitt (abendfüllender Spielfilm) - 1938: Hansestadt Lübeck (abendfüllender Dokumentarfilm) - 1938: Menschen, Tiere, Sensationen (abendfüllender Spielfilm) - 1938: Krabbenfischer in Ostfriesland - 1939: Kolonie Eismeer (abendfüllender Dokumentarfilm) - 1939: Weidewechsel über Gletscher - 1939: Geheimnis um Schönheit und Jugend - 1941: Artillerie greift ein - 1942: Winterbiwak | - 1942: Skiminen - 1942: Eisminen - 1943: Gasschutzfilm - 1944: Mine Maja - 1944: Kampfgemeinschaft - 1945: Bergkrieg im Winter - 1948: Der ewige Dom - 1949: Vom Mädchen zur Frau (abendfüllender Spielfilm) - 1950: Das große Geheimnis (abendfüllender Dokumentarfilm) - 1950: Der gefährliche Fund - 1950: Der Bauernschreck (Puppenfilm) - 1950: Der Geizhals (Puppenfilm) - 1951: Burgenromantik - 1951: Heilende Quellen - 1952: Der Bauernrebell (abendfüllender Spielfilm) - 1952: Wiener Messe - 1953: Moderne Formen siegen - 1954: Mit Sack und Pack - 1954: In einer Stunde - 1955: Ombrino (kurzer Trickfilm) - 1956: Schicksalsstunden Europas - 1956: Heilende Hände (abendfüllender Dokumentarfilm) - 1957: Österreich im Takt der Zeit (abendfüllender Dokumentarfilm) - 1958: Expreß im Schwimmbad - 1958: Buchclub der Jugend - 1960: Kunststoffabrikation in Traun (Industriefilm) - 1962: Jenaer Glas - 1963: Sprengstoffilm |